# Crepicardus candezei
Crepicardus candezei – gatunek chrząszczy z rodziny sprężykowatych i plemienia Crepidomenini.

## Taksonomia
Gatunek został opisany w 1880 przez L. Fairmaire'a. Nazwa gatunkowa nadana została na cześć Ernesta Candèze'a, belgijskiego entomologa. W rodzaju Crepicardus tworzy wraz z C. raffrayi, C. niger i C. puncticollis grupę gatunkową candezei.

## Występowanie
Gatunek jest endemitem Madagaskaru.